# مطهر بن بزال
مطهر بن بزال حاكم دمشق بين 387 - 401. وقد ولي إمرة دمشق في أيام الملقب بالحاكم، بعد حامد بن ملهم الوالي بعد علي بن جعفر بن فلاح، ثم عزل بغلام للقائد منير، فولي مديدة يسيرة، ثم عزل بالقائد مظفر.

## نبذة
حكم مطهر بن بزال دمشق حتى يوم السبت لتسع خلون من شهر رمضان من هذه السنة - يعني إحدى وأربعمئة للهجرة، وذلك أنه كان قد ضمن ببعلبك، وخرج إليها، فاعتل ومات. ومنه انحدر آل البزال الذين سكنوا حربتا وبعدها اسسوا قرية البزالية في بعلبك.
وقال عبد المنعم بن علي بن النحوي:
وفي يوم الجمعة لست عشرة ليلة خلت من شهر رمضان سنة تسعين وثلاثمئة، ورد السجل إلى دمشق بولاية للمطهر بن بزال دمشق، وعزل علي بن فلاح عنها، وركب المطهر إلى الجامع فصلى الجمعة، وقرئ سجله على المنبر، وتجهز علي بن فلاح للمسير إلى الحضرة، وورد مظفر سنة أربعمئة وأظهر سجلاً يذكر فيه أنه قائد الجيوش، وحاسب المطهر على ما عنده من مال. وقيل: إنه لما كان في عشي هذا اليوم سير بابن بزال موكلاً به، ووصل الخبر إلى دمشق من بعلبك بأن المطهر بن بزال مات ببعلبك في يوم السبت لتسع خلون من شهر رمضان من هذه السنة - يعني إحدى وأربعمئة، وذلك أنه كان قد ضمن ببعلبك، وخرج إليها، فاعتل ومات.